# José Manuel Larraín Valdés
José Manuel Larraín Valdés (Santiago, 2 de abril de 1864 - ibídem, 7 de junio de 1939) fue un político chileno.

## Biografía

### Familia
Hijo de Francisco de Borja Larraín Gandarillas y de María del Pilar Valdés Ortúzar, José Manuel perteneció tanto a la familia Larraín como a la familia Valdés, dos de las familias más poderosas de Chile.
En 1889, contrajo matrimonio con Leonor Echeverría Carvallo, con quien tuvo siete hijos. Posteriormente, se casó con Elvira, hermana de su primera esposa y dos años menor que esta, con quien tuvo otros tres hijos. Una de sus hijas, Olivia Larraín Echeverría, se casó con Alejandro Chadwick Errázuriz, con lo cual las familias Larraín y Valdés se mezclaron además con la familia Errázuriz y la familia Chadwick.

### Estudios y vida profesional
Estudio Humanidades en el Seminario de Santiago y Derecho en la Universidad de Chile. En 1884 entró a la Guardia Nacional como subteniente, alcanzando a recibir los galardones de sargento mayor.
Durante la Revolución de 1891, estuvo al servicio del Congreso y entró en la Batalla de Placilla. Se dedicó posteriormente a la agricultura, administrando intereses familiares en el campo de su propiedad "Rauten" de Quillota.
Cuando se dictó la Ley de Comuna Autónoma, fue el primer alcalde de la municipalidad de Valdivia de Paine, en el departamento de Maipo, hasta 1900, época en que se trasladó a su fundo de Quillota.
En el año 1903 fue elegido municipal por la comuna de Quillota, hasta 1909, año en que es elegido Diputado por Quillota y Limache. Reelegido en dos oportunidades más, 1912 y 1915. Formó parte de la Comisión de Guerra y Marina.
Fue vicepresidente de la Cámara de Diputados en 1912. Defendió el proyecto de Ley que permitía la construcción de ferrocarril y puerto de Quintero. Elegido diputado por San Carlos (1918-1921), manteniendo su cupo en la Comisión de Guerra y Marina.
Fue varios años director del Club Hípico de Santiago y miembro de la Sociedad Nacional de Agricultura, además del Club de la Unión, del cual llegó a ser director.